# Super Junior
Супер џуниор је јужнокорејски бенд. Формирао их је 2005. године продуцент Ли Со Ман из С. М. ентертејмента . Највећи број чланова који је група достигла је 13. Супер Џуниори су дебитовали са 12 чланова да би им се 2006. Године прудружио тринаести члан.
Познати као Краљеви корејског таласа , Супер Џуниори су постали интернационално познати након издавања њиховог најпродаванијег сингла "Sorry, Sorry" са истоименог албума 2009..
Током година били су подељени у мање подгрупе са циљем да се истовремено пробију у различитим музичким индустријама . Највећим делом, захваљујући њиховом успеху у различитим областима забаве, друге корејске ентертејмент агенције су почеле да тренирају своје музичке групе у другим областима забаве као што су глума и вођење програма.
Поред комерцијалног успеха , освојили су четрнаест музичких награда на Mnet Asian Music Awards , шеснаест на Golden Disk Awards и постали су друга музичка група која је освојила награду омиљеног извођача Кореје на MTV Asia Awards.2012. године били су номиновани за Best Asian Act на MTV Europe Music Awards показујући још једном колико су популарни широм света.

## Чланови
| - Кангин - Ким Хичол - Шиндонг - Ли Сунгмин - Онхјук - Ли Донге - Чој Шивон - Ким Рјовук - Чо Кјухјун - Парк Литук - Јесунг | - Ким Кибум - Кангин |

| - Џоу Ми | - Хан Генг - Хенри Лао |

## Дискографија

### Студијски албуми
- SuperJunior05 (Twins) (2005)
- Don't Don (2007)
- Sorry, Sorry (2009)
- Bonamana (2010)
- Mr. Simple (2011)
- Sexy, Free & Single (2012)
- Bonamana (2011, Јапан)
- Mr. Simple (2011, Јапан)
- Opera (2012, Јапан)
- Sexy, Free & Single (2012, Јапан)
- Mamacita (2014)
- Play (2017)

### Синглови
- Show Me Your Love (2005) (featuring TVXQ)
- U (2006)